# Flores Athletic Club
El Flores Athletic Club fue un club deportivo argentino de Flores, Buenos Aires. que fue fundado entre 1892 y 1893 como un club de críquet y polo. Luego se expandió a otros deportes como fútbol y rugby

## Historia

### Fútbol
El equipo de fútbol, que jugó sus partidos en casa en Caballito, fue uno de los miembros fundadores de la Asociación Argentina de Football (con el pionero  Alexander Watson Hutton como primer presidente) en 1893.
Debutó el 22 de abril de 1893, siendo derrotado por Quilmes Rowers por 4-2. La alineación fue: Brown, Gordon, Syer; Gahan, Goddard, Murphy; Fothergill, Jordania, Allen, Bartman, Wilson. 
Participó en la Primera División de Argentina desde 1893 hasta 1897, logrando una segunda posición en el año de su debut. Flores también se colocará 2.º en 1896. 
1897 fue su último año en la Primera División.

### Rugby

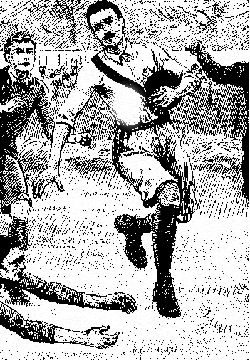
Dibujo de un partido. donde se aprecia los colores blanco y negro de la camiseta.

El primer partido de rugby organizado por fue el 19 de julio de 1896 contra el Buenos Aires FC (luego fusionado con el Cricket & Rugby Club de Buenos Aires). El partido fue disputado en el estadio Caballito, y la alineación fue: B.F. Taylor, G.F. Elliot, Leslie Wilson, P.M. Roth, F.W. Fothergill; D. King, F. Chantriel; F.E. Jones, J.B. Faram, A.D. Jones; R. Colson, E.G. Kinch; C. McKenzie, D.R. Henderson, S. Willes.
El 10 de abril de 1899 se estableció en Argentina el "River Plate Rugby Championship" (Argentina), organizando el primer torneo de rugby (Torneo de la URBA) ese mismo año.
Fue uno de los miembros fundadores, aunque el club sólo jugó en la primera edición celebrada en 1899. El equipo debutó contra Belgrano Athletic y la alineación para ese juego histórico fue: N. Murphy, A. Coste, F. Leitch, George F. Elliot, J.Elliot, D. King, WH Goddard, C. Mackenzie, B. Gwyn, E.N. Neild, B. Campbell, H. Hampson, C. Thurner, A.O. Jones y J. Negrón.

### Regreso al fútbol
En 1902 retornó a The Argentine Association Football League y se incorporó a la Segunda División.
En 1903, la AAFL lo promovió a Primera División. El equipo hizo su debut el 26 de abril visitando a Quilmes, quien lo venció por 5 a 1; mientras que su último partido fue el 9 de agosto ante Lomas, cayendo por 10 a 1. En el resto de los encuentros no logró anotar y cayó por abultadas goleadas, mientras que en 3 encuentros perdió los puntos. Su desastrosa campaña lo llevó a ser relegado tras la finalización del torneo, descendiendo 2 categorías. También desistió de participar de la Cup Tie Competition.
Luego de 2 años en Tercera División, retorna a la Segunda División y empieza a competir con un segundo equipo en Tercera División. Entre 1905 y 1907 realiza moderadas campañas, aunque sin acceder a la fase final por el campeonato y ascenso.
El 13 de mayo de 1906 hace su debut en la Copa Bullrich, cayendo por 9 a 1 ante el equipo alternativo de Alumni.
En 1907 disputa la Copa de Competencia nuevamente, superando al segundo equipo de San Martín en un desempate y avanza por primera vez a los cuartos de final, donde cayó ante el tercer equipo de Porteño por 3 a 1.
El 29 de septiembre fue posiblemente su último partido, por el campeonato de Segunda División, donde cayó por 5 a 1 ante Nacional.

### Disolución
En 1907, Flores vendió algunas de sus instalaciones al Club Ferro Carril Oeste, por 700 pesos. Se cree que el club se disolvió después de esta transacción.

## Palmarés
- Primera División Argentina:

Subcampeonatos: 1893 y 1896.
- Campeonato Argentino Abierto de Polo (1): 1894

## Datos del club

### Temporadas
- Temporadas en Primera División: 6 (1893 — 1897; 1903)
- Temporadas en Segunda División: 3 (1902; 1906 — 1907)
- Temporadas en Tercera División: 2 (1904 — 1905)

- Participaciones en Copa de Competencia Adolfo Bullrich: 2 (1906 — 1907)